# Episodi di Mannix (seconda stagione)
La seconda stagione della serie televisiva Mannix è stata trasmessa in anteprima negli Stati Uniti d'America dalla CBS tra il 28 settembre 1968 e il 12 aprile 1969.
| nº | Titolo originale                   | Titolo italiano | Prima TV USA      | Prima TV Italia |
| -- | ---------------------------------- | --------------- | ----------------- | --------------- |
| 1  | The Silent Cry                     |                 | 28 settembre 1968 |                 |
| 2  | Comes Up Rose                      |                 | 5 ottobre 1968    |                 |
| 3  | Pressure Point                     |                 | 12 ottobre 1968   |                 |
| 4  | To the Swiftest, Death             |                 | 19 ottobre 1968   |                 |
| 5  | The End of the Rainbow             |                 | 26 ottobre 1968   |                 |
| 6  | A Copy of Murder                   |                 | 2 novembre 1968   |                 |
| 7  | Edge of the Knife                  |                 | 9 novembre 1968   |                 |
| 8  | Who Will Dig the Graves?           |                 | 16 novembre 1968  |                 |
| 9  | The Need of a Friend               |                 | 23 novembre 1968  |                 |
| 10 | Night Out of Time                  |                 | 7 dicembre 1968   |                 |
| 11 | A View of Nowhere                  |                 | 14 dicembre 1968  |                 |
| 12 | Fear I to Fall                     |                 | 21 dicembre 1968  |                 |
| 13 | Deathrun                           |                 | 4 gennaio 1969    |                 |
| 14 | A Pittance of Faith                |                 | 11 gennaio 1969   |                 |
| 15 | Only Giants Can Play               |                 | 18 gennaio 1969   |                 |
| 16 | Shadow of a Man                    |                 | 25 gennaio 1969   |                 |
| 17 | The Girl Who Came in with the Tide |                 | 1º febbraio 1969  |                 |
| 18 | Death in a Minor Key               |                 | 8 febbraio 1969   |                 |
| 19 | End Game                           |                 | 15 febbraio 1969  |                 |
| 20 | All Around the Money Tree          |                 | 22 febbraio 1969  |                 |
| 21 | Odds Against Donald Jordan         |                 | 1º marzo 1969     |                 |
| 22 | Last Rites for Miss Emma           |                 | 8 marzo 1969      |                 |
| 23 | The Solid Gold Web                 |                 | 22 marzo 1969     |                 |
| 24 | Merry Go Round for Murder          |                 | 5 aprile 1969     |                 |
| 25 | To Catch a Rabbit                  |                 | 12 aprile 1969    |                 |